# Okres Opava
Der Okres Opava (deutsch Bezirk Troppau) ist eine Gebietskörperschaft in der Mährisch-Schlesischen Region in Tschechien. Die Okresy waren in etwa vergleichbar mit den Landkreisen in Deutschland, die Bezirksverwaltungen wurden zum 31. Dezember 2002 aufgelöst.
Der Bezirk umfasst den östlichen Teil der Mährisch-Schlesischen Region mit dem Hultschiner Ländchen und befindet sich zwischen dem Niederen Gesenk, den Oderbergen und der Stadt Ostrava. Im Okres Opava leben 175.042 Menschen (Stand 1. Januar 2023) in 77 Gemeinden (Obec).
Von der Fläche 1.113 km², ist etwa 27 % bewaldet, 82 % ist landwirtschaftlich nutzbar. Die Region ist auch an drei Mikroregionen (Hlučínsko, Moravice und Matice Slezská) angeschlossen, ein Teil gehört zur Euroregion Silesia.
Die Struktur der Industrie besteht aus Nahrungsmittelherstellern, Metallverarbeitern und Maschinenbauern.
Der Tourismus spielt in dieser Region eine untergeordnete Rolle. Die Hauptziele der Besucher sind die Städte Opava, Hradec nad Moravicí und Vítkov.
Seit 1. Januar 2007 gehören die Gemeinden Čavisov, Dolní Lhota, Horní Lhota und Velká Polom zum Okres Ostrava-město.
| Städte und Gemeinden             | Städte und Gemeinden             | Städte und Gemeinden              |
| -------------------------------- | -------------------------------- | --------------------------------- |
| Bělá (Bielau)                    | Hradec nad Moravicí (Grätz)      | Raduň (Radun)                     |
| Bohuslavice (Buslawitz)          | Jakartovice (Eckersdorf)         | Rohov (Rohow)                     |
| Bolatice (Bolatitz)              | Jezdkovice (Jäschkowitz)         | Šilheřovice (Schillersdorf)       |
| Branka u Opavy (Branka)          | Kobeřice (Köberwitz)             | Skřipov (Skripp)                  |
| Bratříkovice (Brättersdorf)      | Kozmice (Kosmütz)                | Slavkov (Schlakau)                |
| Březová (Briesau)                | Kravaře (Deutsch Krawarn)        | Služovice (Schlausewitz)          |
| Brumovice (Braunsdorf)           | Kružberk (Kreuzberg)             | Sosnová (Zossen)                  |
| Budišov nad Budišovkou (Bautsch) | Kyjovice (Kiowitz)               | Štáblovice (Stablowitz)           |
| Budišovice (Budischowitz)        | Lhotka u Litultovic (Oehlhütten) | Staré Těchanovice (Alt Zechsdorf) |
| Čermná ve Slezsku (Tschirm)      | Litultovice (Leitersdorf)        | Stěbořice (Stiebrowitz)           |
| Chlebičov (Klebsch)              | Ludgeřovice (Ludgierzowitz)      | Štěpánkovice (Schepankowitz)      |
| Chuchelná (Kuchelna)             | Markvartovice (Markersdorf)      | Štítina (Stettin)                 |
| Chvalíkovice (Chwalkowitz)       | Melč (Meltsch)                   | Strahovice (Strandorf)            |
| Darkovice (Groß Darkwitz)        | Mikolajice (Niklowitz)           | Sudice (Zauditz)                  |
| Děhylov (Dielhau)                | Mladecko (Mladetzko)             | Svatoňovice (Schwansdorf)         |
| Dobroslavice (Dobroslawitz)      | Mokré Lazce (Mokrolasetz)        | Těškovice (Tieschkowitz)          |
| Dolní Benešov (Beneschau)        | Moravice (Morawitz)              | Třebom (Thröm)                    |
| Dolní Životice (Schönstein)      | Neplachovice (Neplachowitz)      | Uhlířov (Köhlersdorf)             |
| Háj ve Slezsku (Freiheitsau)     | Nové Lublice (Neulublitz)        | Velké Heraltice (Groß Herrlitz)   |
| Hať (Haatsch)                    | Nové Sedlice (Neusedlitz)        | Velké Hoštice (Groß Hoschütz)     |
| Hlavnice (Glomnitz)              | Oldřišov (Odersch)               | Větřkovice (Dittersdorf)          |
| Hlubočec (Tiefengrund)           | Opava (Troppau)                  | Vítkov (Wigstadtl)                |
| Hlučín (Hultschin)               | Otice (Ottendorf)                | Vřesina (Wreschin)                |
| Hněvošice (Schreibersdorf)       | Píšť (Sandau)                    | Vršovice (Wrschowitz)             |
| Holasovice (Kreuzendorf)         | Pustá Polom (Wüstpohlom)         | Závada (Zawada b. Beneschau)      |
| Hrabyně (Hrabin)                 | Radkov (Ratkau)                  |                                   |